# Galeries Fnac
Les Galeries Fnac sont des galeries d’expositions consacrées à la photographie créés à partir de 1969 par la Fnac, et présentes dans une centaine de villes en France et à l’étranger.

## Histoire

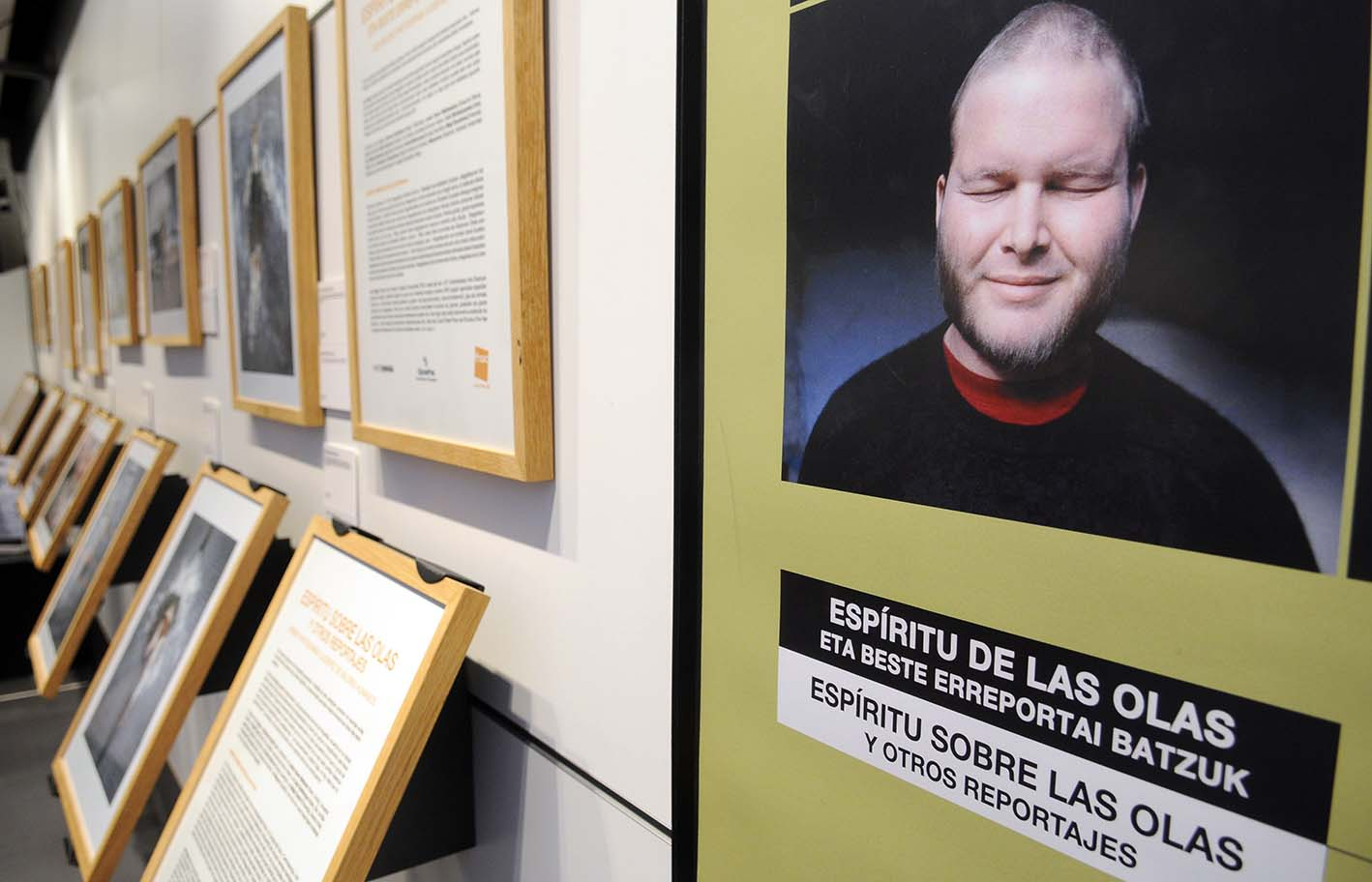
Exposition photographique à la Fnac de Saint-Sébastien en 2012.

À travers son réseau de galeries photo, la Fnac a mené à partir de 1969 une action de diffusion et de promotion de la photographie en créant des lieux de rencontre entre photographes et grand public à l’initiative d’André Essel et Max Théret.
Présentées dans plus d’une centaine de galeries en France, en Belgique, au Brésil, en Espagne, en Italie, au Portugal, en Principauté de Monaco, en Suisse, à Taiwan, trois cents expositions étaient organisées par an et touchaient un public estimé à 200 000 visiteurs par exposition. Selon Christian Caujolle, « La Fnac a su créer un lieu de référence dans un paysage désolé. Elle a permis un grand nombre de premières expos qui ont accompagné des sorties de livres ». Dans certaines villes, ces galeries sont le seul lieu où est montrée de la photographie.
Ces « lieux de référence » ont permis de sensibiliser les professionnels, les amateurs et le grand public à l’expression photographique à une époque où la photographie s’exposait encore rarement dans les musées.
Depuis la création des galeries, la photographie a obtenu la reconnaissance du public, et de nombreux lieux d’expositions et festival ont été créés. Le concept des galeries Fnac doit alors s’adapter au bouleversement du paysage photographique français.
À la suite d’un plan d’économie drastique, les soixante-sept galeries encore existantes sont fermées en 2005, remplacées par treize « galeries phares », situées à Paris (Forum, Montparnasse et Ternes), Lille, Strasbourg, Lyon-Bellecour, Bordeaux, Nantes, Poitiers, Rouen, Nice, Perpignan, Toulouse-Wilson et finissent par disparaître à partir de 2014.
Les galeries FNAC ont été dirigées par Françoise Docquiert puis par Laura Serani de 1985 à 2006,.

### La collection de photographies de la FNAC
En faisant de l’exposition photographique dans ses magasins un support de la vente d’appareils photo, la Fnac a constitué, à partir de 1978, une collection qui compte plus de quatre mille tirages originaux qu’elle a achetés après les avoir exposés dans son réseau.
Cette collection couvre les courants majeurs de l’histoire de la photographie de 1903 à nos jours,.
Le musée Nicéphore-Niépce de Chalon-sur-Saône a reçu en dépôt temporaire la collection constituée par la FNAC.

### Photographes exposés par les galeries FNAC
Liste non exhaustive
- Abbas[11]
- Christophe Agou
- Jane Evelyn Atwood
- Arnaud Baumann
- Jean-François Bauret
- Philippe Bordas[12]
- Édouard Boubat[11]
- Brassaï[4]
- Henri Cartier-Bresson[4],[11]
- Régis Colombo
- Stéphane Couturier[11]
- Antoine D’Agata[11]
- Raymond Depardon[4]
- Robert Doisneau[11]
- Marie Dorigny[13]
- Francesco Gattoni
- Gao Bo
- Clara Halter
- Françoise Huguier
- Dolorès Marat[14]
- Yan Morvan[11]
- Marie-Paule Nègre
- Martin Parr[15]
- Pierre et Gilles[16]
- Titouan Lamazou[12]
- Alain Noguès[11]
- Malick Sidibé
- Jeanloup Sieff[4]
- Klavdij Sluban
- Sabine Weiss
- Patrick Zachmann

### Expositions de la collection de photographies de la FNAC
Liste non exhaustive
- 1991 : FNAC et sa collection 1968-1991, Galerie municipale du Château d’Eau, Toulouse
- 2004 : 350 photographies de la collection FNAC, La Conciergerie, Paris[11]
- 2005 : Instantanés d'un siècle, Florilège de la Collection photographique de la Fnac, grilles du Jardin du Luxembourg, Paris[10]

Le musée Nicéphore-Niépce de Chalon-sur-Saône a reçu en dépôt temporaire la collection constituée par la FNAC.
- 2014 : La Fnac, une collection pour l’exemple, Musée Nicéphore-Niépce, du 21 juin au 21 septembre 2014[3]
- 2017 : La Fnac, une collection pour l’exemple. Un regard sur le monde, Musée Nicéphore-Niépce, du 14 octobre 2017 au 14 janvier 2018[17]

### Les coffrets Galeries Fnac
Liste non exhaustive
- Sipa Press, la couleur de l’actualité, coffret de 10 photographies. Édition Galeries Fnac, 1983
- Paul Almásy, sauf la Mongolie, coffret de 10 photographies. Édition Galeries Fnac
- Philippe Salaün, photographies de 1973 à 1983, coffret de 10 photographies. Édition Galeries Fnac
- Giovanni Tavano, coffret de 10 photographies. Édition Galeries Fnac
- Erwin Blumenfeld, coffret de 10 photographies. Édition Galeries Fnac
- Shōji Ueda, coffret de 10 photographies. Édition Galeries Fnac